# Pont-de-Braye
Pont-de-Braye est un lieu-dit de la commune française de Lavenay, située dans le département de la Sarthe et la région Pays de la Loire.
Il est situé près du confluent de la Braye et du Loir. On y trouve le château de La Flotte.